# لنبریس
لنبریس (به انگلیسی: Llanberis) یک منطقهٔ مسکونی در بریتانیا است که در گوینز واقع شده‌است. لنبریس ۲٬۰۲۶ نفر جمعیت دارد.

## خواهرخوانده
شهر موربنیو خواهرخواندهٔ لنبریس هست.